# ブライアン・ジョーンズ (気球乗り)

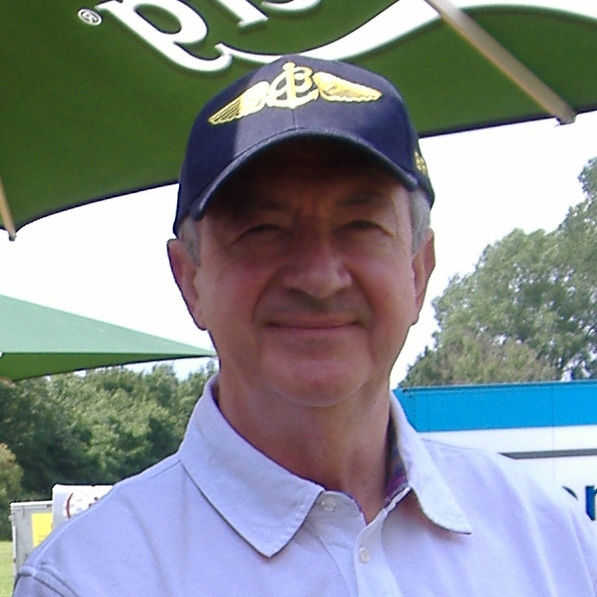
2007年

ブライアン・ジョーンズ（Brian George Jones 、1947年3月27日 - ）はイギリスの気球乗りである。1999年ベルトラン・ピカールとともに気球による世界一周飛行に成功した。

## 人物
ブリストルに生まれた。若い頃からグライダーで飛行し、イギリス空軍のパイロットを務め、1977年に退役した。1986年から気球に乗り始め、1994年にはイギリス気球および飛行船クラブのチーフ・インストラクターとなった。1997年にブライトリング・オービター2の仕事を手伝い、1998年には世界一周をめざすロジェ気球、ブライトリング オービター 3のカプセルのプロジェクトマネージャーとなった。ベルトラン・ピカールとともに1999年3月1日、スイスアルプスのシャトー・デーを離陸し、19日間（477時間47分）40,814kmの無着陸飛行の後、エジプトの砂漠に着陸した。
この飛行により、年度の最高パイロットに贈られる、ハーモン・トロフィーや冒険家に贈られるハバード・メダルなどを受賞した。